# آزکیوو
آزکیوو (به لاتین: Azekeyevo) یک منطقهٔ مسکونی در روسیه است که در باشقیرستان واقع شده‌است.